# Teatro Experimental Independiente
El Teatro Experimental Independiente (TEI) va ser una companyia de teatre espanyola activa entre 1968 i 1978. En l'àmbit del teatre independent, va ser un directe hereu del Teatro Estudio de Madrid (TEM) i, per tant, fill de Germán Rodriguez Blanco i William Layton. Amb el clar objectiu de renovar l'estètica de l'art dramàtic i esperit de reivindicació social i política, es va consolidar com a eix de certes avantguardes. En 1978 desapareix el TEI, rellevat pel Teatro Estable Castellano (TEC), companyia estable subvencionada pel Ministeri de Cultura d'Espanya. Van rebre el Fotogramas de Plata 1974 a la millor labor teatral pel conjunt de la seva obra.

## Principals muntatges
- Terror y miseria del Tercer Reich, de Bertolt Brecht. Primer montaje del TEI, prohibido de forma fulminante y que no pudo reponerse hasta 1974, dirigida por José Carlos Plaza.[2]
- La sesión, de Pablo Población, treball col·lectiu.
- Electra, d'Eurípides, treball col·lectiu.
- La boda del hojalatero y la sombra del valle, de John Millington Synge
- La muy legal esclavitud, d'Antonio Martínez Ballesteros
- Después de Prometeo, treball col·lectiu
- Haz lo que te de la gana, basat en La nit de reis de Shakespeare
- Oh, papá, pobre papa, mama te ha metido en el armario y a mí me da tanta pena, d'Arthur Kopit
- Súbitamente el último verano, de Tennessee Williams
- Mambrú se fue a la guerra, de David Rabe
- Historia de un Soldado de Stravinsky
- Historia del zoo d'Edward Albee
- Un ligero dolor de Harold Pinter
- Los justos d'Albert Camus
- Amantes, vencedores y vencidos de Brian Friel
- Cándido de Voltaire
- Preludios para una fuga, treball col·lectiu basat en texts de Maksim Gorki.[3]

## Escola de teatre
Partint de la pedrera que anys després (1985) es batejaria com el "Laboratori teatral de William Layton", el TEI, al llarg dels seus deu anys d'existència, va servir de plataforma a un important nombre de directors i guionistes tant de l'escena com del cinema espanyol, a més d'una llarga llista d'actrius i actors. Com a referència poden citar-se: Victoria Vera, Lola Mateo, Manuel Iborra, Helio Pedregal, Juan Luis Galiardo, José Luis Alonso de Santos.